# 龍運巴士E36A線
龍運巴士E36A線是香港一條來往東涌（逸東邨）及元朗（德業街）的巴士路線，途經滿東邨、東涌北、屯門赤鱲角隧道、屯門市中心、天耀邨及形點，但不經機場。它是由E34P及E34X線合併而成。
本線為繼E31線、E21A線及E32A線後大嶼山第四條只來往東涌而不來往機場的全日對外專營巴士路線。

## 歷史
有關本路線前身E34P線的發展沿革，詳見條目龍運巴士E34P線。
- 2021年6月20日：配合屯門赤鱲角隧道公路通車的第二階段巴士路線重組，E36A線投入服務，取代E34P及E34X兩線之服務。[1][2][3]
- 2022年7月11日：本線延長服務時段，每日由元朗開出之頭班車時間提早至05:40，每日由東涌開出之尾班車時間延遲至22:20。[4]
- 2022年7月25日：本線往元朗方向增設屯門公路「新墟街市」站[5]。
- 2022年12月4日：本線逸東邨總站遷往逸東街西行「逸東邨居逸樓」[6]。
- 2023年7月30日：本線往元朗方向增設怡東路「裕雅苑雅盛閣」及「裕雅商場」站，提早星期六、日及公眾假期由東涌開出之頭班車時間至05:40。[7][8]
- 2025年3月31日：新增每日05:20和22:50由東涌（逸東）開出，以及05:20和23:40由元朗（德業街）開出之班次。[9]

## 服務時間及班次
| 東涌（逸東邨）開 | 東涌（逸東邨）開 | 東涌（逸東邨）開 | 元朗（德業街）開 | 元朗（德業街）開 | 元朗（德業街）開 |
| 日期             | 服務時間         | 班次（分鐘）     | 日期             | 服務時間         | 班次（分鐘）     |
| ---------------- | ---------------- | ---------------- | ---------------- | ---------------- | ---------------- |
| 星期一至五       | 05:20            | 05:20            | 星期一至五       | 05:20-06:20      | 20               |
| 星期一至五       | 05:40-06:55      | 25               | 星期一至五       | 06:35、06:55     | 06:35、06:55     |
| 星期一至五       | 06:55-08:35      | 20               | 星期一至五       | 07:15-14:45      | 30               |
| 星期一至五       | 08:35-15:35      | 30               | 星期一至五       | 14:45-16:00      | 25               |
| 星期一至五       | 16:00            | 16:00            | 星期一至五       | 16:15、16:35     | 16:15、16:35     |
| 星期一至五       | 16:25-18:05      | 20               | 星期一至五       | 16:55-18:25      | 30               |
| 星期一至五       | 18:25            | 18:25            | 星期一至五       | 18:25-22:10      | 25               |
| 星期一至五       | 18:50-22:50      | 30               | 星期一至五       | 22:10-23:40      | 30               |
| 星期六           | 05:20            | 05:20            | 星期六           | 05:20-06:40      | 20               |
| 星期六           | 05:40-07:40      | 30               | 星期六           | 06:55            | 06:55            |
| 星期六           | 07:40-10:20      | 20               | 星期六           | 07:25-14:55      | 30               |
| 星期六           | 10:20-14:50      | 30               | 星期六           | 14:55-19:30      | 25               |
| 星期六           | 14:50-17:30      | 20               | 星期六           | 19:30-21:10      | 20               |
| 星期六           | 17:30-19:20      | 27/28            | 星期六           | 21:10-23:40      | 30               |
| 星期六           | 19:20-22:50      | 30               |                  |                  |                  |
| 星期日及公眾假期 | 05:20            | 05:20            | 星期日及公眾假期 | 05:20            | 05:20            |
| 星期日及公眾假期 | 05:40-07:10      | 30               | 星期日及公眾假期 | 05:40-15:40      | 30               |
| 星期日及公眾假期 | 07:10-09:15      | 25               | 星期日及公眾假期 | 15:40-19:50      | 25               |
| 星期日及公眾假期 | 09:15-12:55      | 20               | 星期日及公眾假期 | 19:50-21:10      | 20               |
| 星期日及公眾假期 | 12:55-21:55      | 30               | 星期日及公眾假期 | 21:10-23:40      | 30               |
| 星期日及公眾假期 | 22:20、22:50     |                  |                  |                  |                  |

## 收費
全程：$14.4
- 屯門大會堂往元朗（德業街）：$6.8
- 天水圍站往元朗（德業街）：$4.8
- 屯門赤鱲角隧道轉車站往東涌（逸東邨）：$12.4
- 過北大嶼山公路後往東涌（逸東邨）：$3.8

| - 本線設有12歲以下小童及65歲或以上長者半價優惠。 - 65歲或以上香港居民使用「樂悠咭」，以及12歲以下合資格殘疾兒童使用「殘疾人士身份」個人八達通繳付車資，均可享有每程$2.0或半價（以較低者為準）的票價優惠；12至64歲合資格殘疾人士使用「殘疾人士身份」個人八達通（包括「樂悠咭」），以及60至64歲香港居民使用「樂悠咭」繳付車資，均可享有每程$2.0或全費（以較低者為準）的票價優惠。 - 65歲或以上長者如使用長者或一般個人八達通繳付車資，則只可享有半價優惠；12至64歲合資格殘疾人士如不使用「殘疾人士身份」個人八達通，以及60至64歲人士如不使用「樂悠咭」繳付車資，必須繳付全費。 - 乘客可以現金或八達通於上車時付款，不設找續。 - 每位成人乘客可免費攜帶最多兩名4歲以下而不佔座位的兒童乘客乘車，超額之4歲以下小童必須繳付小童車費乘車。 - 持有「九巴月票」之乘客在車票有效期內，每日可享最多10程任何九龍巴士及龍運巴士路線（包括本路線，以及聯營路線的九龍巴士／龍運巴士提供的班次；惟乘搭機場「A」及「NA」線則可享原價二七折優惠（不會計算每天10次合資格車程））；而B1線則每日可享最多各2程（不會計算每天10次合資格車程）。 - 九龍巴士、城巴、龍運巴士及陽光巴士全職員工及家屬（不包括外判職員）可免費乘搭本路線，惟必須拍職員或職員家屬八達通。 - 乘客亦可透過多元化電子支付系統（e度嘟）繳付車資，包括使用非接觸式VISA卡、JCB卡、萬事達卡、銀聯卡、美國運通、大來國際、Discover Card、Apple Pay、Google Pay、Samsung Pay、AlipayHK「易乘碼」、支付寶、WeChatHK／微信支付「搭車碼」、銀聯雲閃付「乘車碼」及BOC Pay「乘車碼」。乘客使用此付款方式，使用此支付方式的乘客可享有中途下車之分段收費，以及與其他九巴／龍運獨營路線或聯營線九巴／龍運班次之轉乘優惠，惟不適用於與非九巴／龍運路線之轉乘優惠，亦不能享有「公共交通費用補貼計劃」及「長者及合資格殘疾人士公共交通票價優惠計劃」。 |

### 八達通轉乘優惠
乘客登上本線後指定時間內以同一張八達通卡轉乘以下路線，或從以下路線登車後指定時間內以同一張八達通卡轉乘本線，次程可獲車資折扣優惠：
E36A←→龍運A線，於屯門赤鱲角隧道轉車站轉乘
- E36A往東涌 → A33、A33X或A34往機場，次程可獲$10折扣優惠，轉乘時限為150分鐘（亦能於屯門區內車站進行轉乘）
- A33、A33X或A34往市區 → E36A往元朗，次程可獲$10折扣優惠，轉乘時限為90分鐘
- E36A往東涌 → A36或A37往機場，回贈首程車資，轉乘時限為150分鐘
- A36或A37往市區 → E36A往元朗，次程車資全免，轉乘時限為90分鐘
- A33、A33X、A34、A36或A37往機場 → E36A往東涌，次程車資全免，轉乘時限為150分鐘
- E36A往元朗（只限於大嶼山登車者） → A33、A33X、A34、A36或A37往市區，回贈首程車資，轉乘時限為90分鐘

E36A←→龍運E線，於屯門赤鱲角隧道轉車站轉乘
- E33、E33P、E36或E37往機場 → E36A往東涌，回贈首程車資，轉乘時限為150分鐘
- E36A往元朗（只限於大嶼山登車者） → E33、E33P、E36或E37往市區，次程車資全免，轉乘時限為90分鐘

## 用車
本線現時使用10架車行走。常見車型為亞歷山大丹尼士Enviro 500 MMC 12.8米 (UE6X) 及富豪B8L (UV6X)12.8米。

## 行車路線
東涌（逸東邨）開經：逸東街、逸東邨公共交通總站、松仁路、裕東路（西行）、掉頭、裕東路（東行）、東涌東交匯處、怡東路（北行）、掉頭、怡東路（南行）、東涌海濱路、惠東路、文東路、迎東路、迎禧路、怡東路、東涌東交匯處、北大嶼山公路、順朗路、屯門赤鱲角隧道公路、龍富路、皇珠路、屯門公路、屯喜路、屯門公路、元朗公路、天水圍西交匯處、洪天路、屏廈路、天耀路、天湖路、天城路、天福路、朗天路、元朗公路、博愛交匯處、青山公路－元朗段、元朗安樂路、寶業街及德業街。
元朗（德業街）開經：德業街、康業街、寶業街、朗業街、朗日路、形點交通交匯處、朗日路、青山公路—元朗段、博愛交匯處、元朗公路、唐人新村交匯處、朗天路、天福路、天城路、天湖路、天耀路、屏廈路、洪天路、天水圍西交匯處、元朗公路、屯門公路、杯渡路、屯門鄉事會路、屯興路、屯門公路、皇珠路、龍富路、屯門赤鱲角隧道公路、順朗路、北大嶼山公路、東涌東交匯處、怡東路、迎禧路、迎東路、文東路、惠東路、東涌海濱路、怡東路、東涌東交匯處、裕東路（西行）、掉頭、裕東路（東行）、松仁路及逸東街。

### 沿線車站

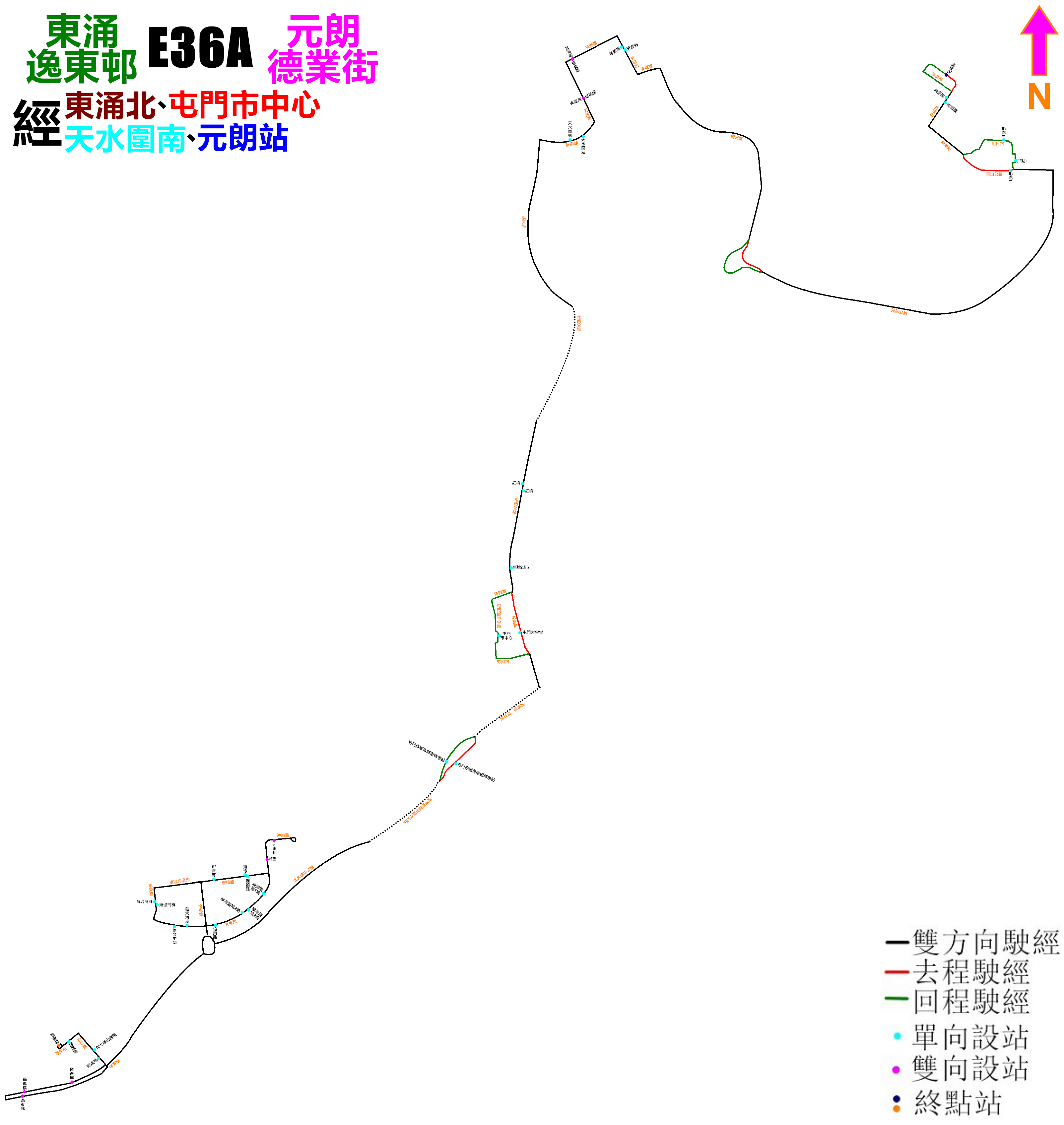
E36A線的走線圖

| 東涌（逸東邨）開 | 東涌（逸東邨）開           | 東涌（逸東邨）開       | 元朗（德業街）開 | 元朗（德業街）開           | 元朗（德業街）開         |
| 序號             | 車站名稱                   | 位置                   | 序號             | 車站名稱                   | 位置                     |
| ---------------- | -------------------------- | ---------------------- | ---------------- | -------------------------- | ------------------------ |
| 1                | 逸東邨居逸樓               | 逸東街                 | 1                | 元朗（德業街）巴士總站     | 元朗（德業街）巴士總站   |
| 2                | 北大嶼山醫院               | 松仁路                 | 2                | 尚豪庭                     | 寶業街                   |
| 3                | 滿東邨                     | 滿東邨巴士總站         | 3                | 形點 II                    | 朗日路                   |
| 4                | 逸東邨福逸樓               | 裕東路                 | 4                | 形點 I                     | 形點交通交匯處           |
| 5                | 逸東邨雍逸樓               | 裕東路                 | 5                | 天耀邨耀豐樓               | 天城路                   |
| 6                | 海堤灣畔                   | 惠東路                 | 6                | 天耀邨耀盛樓               | 天湖路                   |
| 7                | 藍天海岸                   | 文東路                 | 7                | 天耀邨耀民樓               | 天耀路                   |
| 8                | 映灣園第二期               | 文東路                 | 8                | 天水圍站                   | 屏廈路                   |
| 9                | 映灣園第一期               | 文東路                 | 9                | 紅橋                       | 屯門公路                 |
| 10               | 迎東邨                     | 迎東路                 | 10               | 新墟街市                   | 屯門公路                 |
| 11               | 昇薈                       | 迎東路                 | 11               | 屯門市中心                 | 屯門市中心公共運輸交匯處 |
| 12               | 迎禧路                     | 迎禧路                 | 12               | 屯門赤鱲角隧道轉車站（A4） | 屯門赤鱲角隧道           |
| 13               | 裕雅苑雅盛閣               | 怡東路                 | 13               | 迎禧路裕雅苑               | 迎禧路                   |
| 14               | 裕雅商場                   | 怡東路                 | 14               | 東環                       | 迎禧路                   |
| 15               | 屯門赤鱲角隧道轉車站（T3） | 屯門赤鱲角隧道         | 15               | 昇薈                       | 迎東路                   |
| 16               | 屯門大會堂                 | 屯喜路                 | 16               | 迎東邨                     | 迎東路                   |
| 17               | 新墟街市                   | 屯門公路               | 17               | 映灣園第二期               | 文東路                   |
| 18               | 紅橋                       | 屯門公路               | 18               | 怡東路                     | 文東路                   |
| 19               | 天水圍站                   | 屏廈路                 | 19               | 怡文中學                   | 文東路                   |
| 20               | 天盛苑                     | 天耀路                 | 20               | 海堤灣畔                   | 惠東路                   |
| 21               | 賞湖居                     | 天湖路                 | 21               | 滿東邨                     | 滿東邨巴士總站           |
| 22               | 天慈邨                     | 天城路                 | 22               | 逸東邨福逸樓               | 裕東路                   |
| 23               | 形點I                      | 青山公路－元朗段       | 23               | 逸東邨雍逸樓               | 裕東路                   |
| 24               | 尚豪庭                     | 寶業街                 | 24               | 逸東邨美逸樓               | 松仁路                   |
| 25               | 元朗（德業街）巴士總站     | 元朗（德業街）巴士總站 | 25               | 逸東邨居逸樓               | 逸東街                   |

## 爭議
本路線在新界西北一帶只有東頭工業區、天慈邨、紅橋和新墟為其他E線未有提供服務的地區，沿途人口並不密集，加上班次非常疏落，未能吸引兩地居民選乘，非繁忙時間在元朗和天水圍上落的乘客寥寥可數。但由於本路線為新界西北唯一往返東涌北的路線，故本路線客源主要集中在屯門市中心和屯門赤鱲角隧道轉車站往返東涌北一帶，而本路線收費卻是根據全程行車里數釐定收費，收費比起路程及車時更為長的巴士路線（包括由屯門市中心往返東涌西的E33↔E31轉車優惠；及由東涌北往返荃灣的E32A）為貴，乘客感到很不划算，服務時間亦比較短，因此導致除繁忙時間外客量不高。

## 意外
- 2022年12月16日：一部龍運E36A早上近9時30分在東涌北迴旋處失控，與一部5.5噸貨車相撞，再撞到一部輕型貨車，2貨車司機不治，另有10人傷。

## 外部連結
- 龍運E36A線官方網站路線資料
- 香港巴士大典上的相关条目：龍運巴士E36A線